# Dolný Lopašov
Dolný Lopašov (bis 1927 slowakisch „Lopašov“; ungarisch Alsólopassó – bis 1907 Lopassó) ist eine Gemeinde im Westen der Slowakei mit 964 Einwohnern (Stand 31. Dezember 2024), die zum Okres Piešťany, einem Teil des Trnavský kraj gehört.

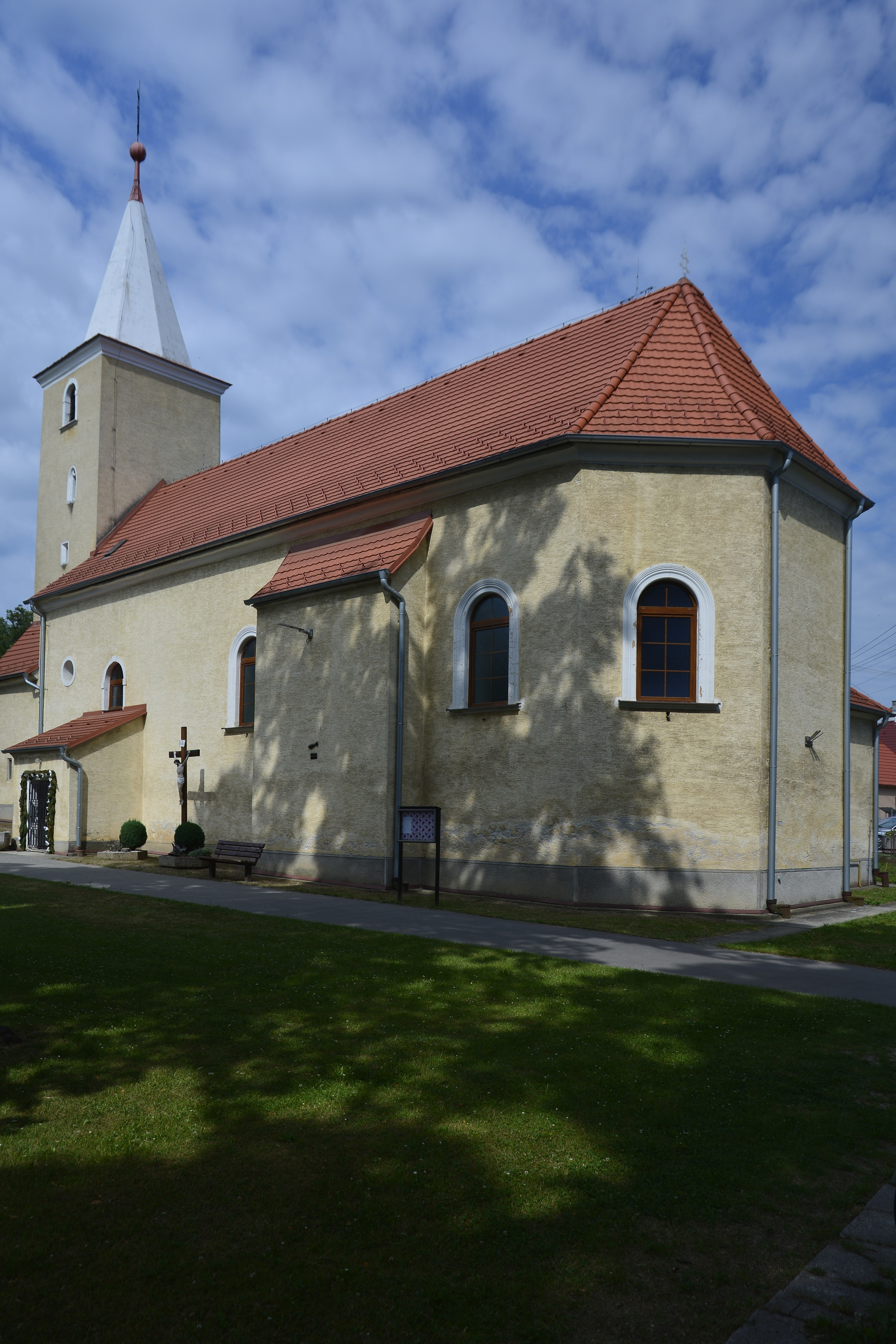

## Geographie
Die Gemeinde befindet sich am südöstlichen Rande der Kleinen Karpaten am Übergang vom Hügelland Trnavská pahorkatina, beidseitig des Baches Lopašovský potok in einem Tal, das weiter in eine Flurterrasse des Dudváh hinabfällt. Das Ortszentrum liegt auf einer Höhe von 206 m n.m. und ist 20 Kilometer von Piešťany sowie 25 Kilometer von Trnava entfernt.

## Geschichte
Archäologischen Untersuchungen zufolge geht eine intensive Besiedlung des Gemeindegebietes auf die Jungsteinzeit zurück. Die Entstehung des heutigen Dorfes wird auf das späte 11. oder frühe 12. Jahrhundert datiert.
Der Ort wurde zum ersten Mal 1394 als Lopasow schriftlich erwähnt und gehörte zum Herrschaftsgut der Burg Guttenstein. 1437 wurde Lopašov von der Zahlung der Maut sowie des Dreißigsters befreit, übte aber dieses Privileg wegen der Rolle des benachbarten Ortes Chtelnica nicht aus. 1549 sind im Dorf 33 Porta sowie drei verwüstete Porta verzeichnet. Während der Türkenkriege im 16. und 17. Jahrhundert wurde der Ort in den Jahren 1599 sowie 1663 von den Osmanen niedergebrannt. Haupteinnahmequelle war und ist Landwirtschaft, in der Vergangenheit war auch Weinbau bedeutend. 1828 sind 131 Häuser und 960 Einwohner verzeichnet.

## Bevölkerung
| Jahr:                | 1994. | 2004.   | 2014.   | 2024.   |
| -------------------- | ----- | ------- | ------- | ------- |
| Anzahl der Personen: | 963   | 979     | 957     | 964     |
| Unterschied:         |       | +1,66 % | -2,24 % | +0,73 % |

| Jahr:                | 2023. | 2024.   |
| -------------------- | ----- | ------- |
| Anzahl der Personen: | 971   | 964     |
| Unterschied:         |       | -0,72 % |

Ergebnisse nach der Volkszählung 2001 (982 Einwohner):
| Nach Ethnie: - 99,08 % Slowaken - 0,61 % Tschechen - 0,10 % Roma | Nach Konfession: - 92,36 % römisch-katholisch - 5,70 % konfessionslos - 0,92 % keine Angabe - 0,41 % evangelisch |

## Bauwerke
- römisch-katholische Martinskirche aus dem 14. Jahrhundert
- Dreifaltigkeitskapelle am Friedhof